# Falska kognater
Falska kognater är en lingvistisk beteckning för ord i olika språk som inte har ett gemensamt ursprung eller etymologi trots att de uttalas likadant och betyder samma sak. Likheten språken emellan har uppstått av en slump och det är basord som studeras då dessa inte har påverkats av språkkontakt på samma sätt som lånord. Exempelvis råkar ordet för hjärta i både egyptiska och malajiska vara hati, trots att egyptiska tillhör den afroasiatiska språkfamiljen och malajiska den austronesiska. 
Färgtermer tillhör en kategori i basordförrådet som ofta har falska kognater i språk. Exempelvis är turkiskans färgterm för ”svart”, kara, vilket liknar dinka (nilo-sahariskt språk) car. Ett annat exempel är färgtermen för "röd" som på ungerska (uraliskt språk) heter piros och på Ndani (nilo-sahariskt språk) heter pirir.

## Närliggande begrepp
Lånord är inte falska kognater och inte heller ord från språkgrupper som påverkat andra språkgrupper på grund av kolonialism eller liknande. Till exempel är orden för kött på spanska (indoeuropeiskt språk) carne och på tagalog (austronesiskt språk) karne inte falska kognater, eftersom språken fick kontakt då Spanien koloniserade Filippinerna där tagalog talas.
Ett annat begrepp är falska vänner. Sådana ord låter eller ser lika ut, och kan rent av vara äkta kognater, men har olika betydelser.
Spädbarns joller utvecklas i alla kulturer till så kallade lallord. Sådana ord har i många språk vidareförts till riktiga ord, till exempel svenska mamma och pappa, med motsvarigheter i bland annat kinesiska (māma respektive bàba). Eftersom dessa ord inte har spridits eller ärvts mellan språk räknas de som falska kognater.